# Великоківарське сільське поселення
Великоківа́рське сільське поселення — колишнє муніципальне утворення в складі Воткінського району Удмуртії, Росія. Адміністративний центр — присілок Велика Ківара.
Ліквідоване 25 червня 2021 року через переформування муніципального району на муніципальний округ.
Населення становить 1689 осіб (2019, 1900 у 2010, 2103 у 2002).

## Склад
До складу поселення входять такі населені пункти:
| Населений пункт         | Населення, осіб (2002) | Населення, осіб (2010) |
| ----------------------- | ---------------------- | ---------------------- |
| Бакаї, присілок         | 0                      | 0                      |
| Велика Ківара, присілок | 918                    | 822                    |
| Дубровино, присілок     | 0                      | 1                      |
| Ільїнське, присілок     | 0                      | 0                      |
| Кельчино, село          | 536                    | 467                    |
| Кленова, присілок       | 10                     | 19                     |
| Липовка, присілок       | 3                      | 23                     |
| Осиновка, присілок      | 89                     | 84                     |
| Пихтовка, село          | 510                    | 468                    |
| Підгорний, присілок     | 24                     | 12                     |
| Самольот, присілок      | 11                     | 2                      |
| Шалавенки, присілок     | 2                      | 2                      |

## Господарство
В поселенні діють 3 школи, 3 садочки, 3 клуби, 3 бібліотеки, лікарня, 2 фельдшерсько-акушерські пункти. Серед підприємств працюють СГУП «Рибгосп „Пихтовка“», відділення Кельчинське ВАТ «Нове життя», відділення Ківарське ВАТ «Агрокомплекс».